# Герб Беркакита
Герб муниципального образования городское поселение «Посёлок Беркаки́т» Нерюнгринского района Республики Саха (Якутия) Российской Федерации.
Герб утверждён Решением поселкового совета от 27 мая 2009 года № 7-15 (в редакции решения от 21.12.2009 № 3-21) "Об утверждении проекта положения "Об официальной символике (герб и флаг) в городском поселении «Посёлок Беркакит».
Герб подлежит внесению в Государственный геральдический регистр Российской Федерации.

## Описание герба
« В лазоревом поле три выходящие резные коновязи, из которых средняя выше, и поверх неё — золотое, зажатое между боковыми коновязями, колесо, сопровождаемое внизу луком того же металла и тетивой вверх, каковая тетива пролегает позади боковых коновязей и касается колеса; вверху надо всем — семь серебряных якутских алмазов (фигур в виде поставленных на угол квадратов, каждый из которых расторгнут на шесть частей: накрест и наподобие двух сходящихся по сторонам стропил)».
Щит увенчан муниципальной короной достоинства: золотой башенной о пяти видимых зубцах.
Геральдическая корона, венчающая щит, отражает статус муниципального образования — городского поселения.
Герб посёлка может воспроизводиться как в полной версии (с короной), так и в сокращённом варианте (без неё). Обе версии герба равноправны и имеют одинаковый статус.

## История герба
В 1992—1993 годах предприятием «Якуталмаз» была выпущена сувенирная серия значков с изображением геральдических символов городов и поселков Якутской области. Эмблемы имели одинаковую для всех знаков верхнюю часть — в голубом поле бегущий северный олень серебряного цвета между двух серебряных снежинок. Щит всех эмблем пересекает пояс красного цвета, в котором расположено название населённого пункта.
В нижней части эмблемы посёлка Беркакит на зелёном поле был изображён золотой стилизованный силуэт пушного зверя. Над силуэтом — аббревиатура Амуро-Якутской автомагистрали «АЯМ».